# Фред Гус
Фред Гус (англ. Fred Hoos, 8 грудня 1953 — 25 грудня 1983) — канадський хокеїст на траві.
Учасник Олімпійських Ігор 1976 року.